# Anikó Meksz
Anikó Meksz (ur. 18 czerwca 1965 w Szekszárdzie) – węgierska szczypiornistka grająca na pozycji bramkarza, brązowa medalistka igrzysk olimpijskich w 1996, na których zagrała w 4 meczach oraz srebrna medalistka mistrzostw świata w 1995. W ostatniej minucie meczu o trzecie miejsce na igrzyskach Meksz obroniła rzut karny, czym przyczyniła się do pokonania Norwegii 20-18.